# Landkreis Diepholz
Der Landkreis Diepholz ist ein Landkreis im Zentrum Niedersachsens. Er erstreckt sich von Bremen etwa 70 Kilometer nach Süden bis zur Landesgrenze Nordrhein-Westfalens nordöstlich von Osnabrück.

## Lage
Der Landkreis Diepholz verbindet das kleinste mit dem bevölkerungsreichsten deutschen Bundesland, nämlich Bremen mit Nordrhein-Westfalen. Damit ist der Landkreis ein typischer Sektoralkreis.
Der Landkreis Diepholz grenzt im Uhrzeigersinn im Norden beginnend an die Stadt Bremen, an die Landkreise Verden und Nienburg/Weser (beide in Niedersachsen), an den Kreis Minden-Lübbecke (in Nordrhein-Westfalen), an die Landkreise Osnabrück, Vechta und Oldenburg sowie an die kreisfreie Stadt Delmenhorst (alle in Niedersachsen).
Im Landkreis Diepholz gibt es neben den vier EU-Vogelschutzgebieten „Diepholzer Moorniederung“, „Dümmer“, „Kuppendorfer Böhrde“ und „Oppenweher Moor“ unter anderem auch 49 Naturschutzgebiete. Das größte ist das Nördliche Wietingsmoor und hat eine Fläche von 1.599 Hektar, das kleinste ist die Lachmöwenkolonie Stelle mit einer Fläche von zwei Hektar.

## Geschichte
Bei der Kreisreform, die am 1. August 1977 in Kraft trat, ging der Landkreis Diepholz durch Fusion aus dem Landkreis Grafschaft Diepholz mit Teilen des Landkreises Grafschaft Hoya hervor. Gebiete mit Namen Diepholz waren zuvor schon der Kreis Diepholz (1885 bis 1932), das Amt Diepholz (bis 1885) und die Grafschaft Diepholz.
Am 1. November 2011 wurde die Gemeinde Engeln Teil des neugebildeten Fleckens Bruchhausen-Vilsen.
Am 1. November 2016 folgte Süstedt diesem Beispiel und wurde ebenfalls Teil des Fleckens Bruchhausen-Vilsen.

### Einwohnerstatistik

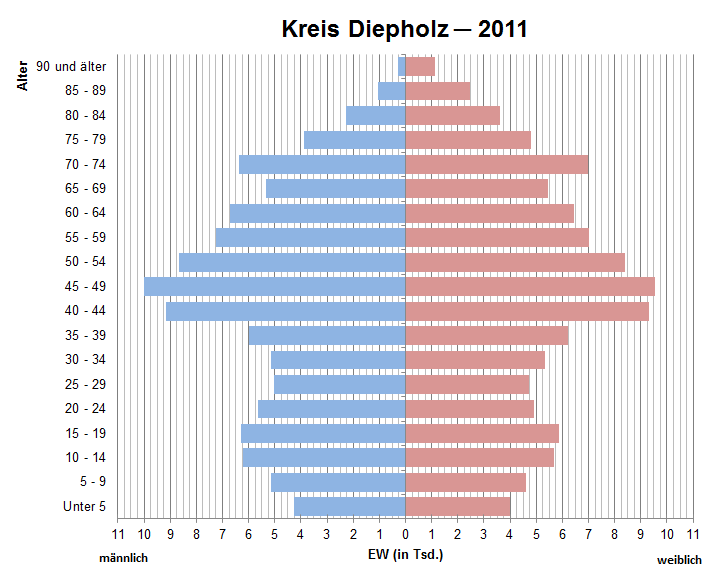
Bevölkerungspyramide für den Kreis Diepholz (Datenquelle: Zensus 2011.)

|  |

(jeweils zum 31. Dezember)

### Konfessionsstatistik
Gemäß dem Zensus 2022 waren (2022) 44,8 % der Einwohner evangelisch, 9,6 % katholisch und 45,6 % konfessionslos, gehörten einer anderen Glaubensgemeinschaft an oder machten keine Angabe.

## Politik

### Kreistag
Der Kreistag des Landkreises Diepholz besteht aus 62 Abgeordneten. Dies ist die festgelegte Anzahl für einen Landkreis mit einer Einwohnerzahl zwischen 200.001 und 250.000 Einwohnern. Die Abgeordneten werden durch eine Kommunalwahl für jeweils fünf Jahre gewählt. Neben den 62 in der Kreistagswahl gewählten Mitgliedern ist außerdem der amtierende Landrat sitz- und stimmberechtigt.
Seit der Kreistagswahl 2021 setzt sich der Kreistag wie folgt zusammen:
- Linke: 1
- SPD: 17
- Grüne: 10
- FDP: 6
- FWG: 4
- WG Sulingen: 1
- CDU: 20
- AfD: 3

| Parteien und Wählergemeinschaften | Parteien und Wählergemeinschaften              | Prozent 2021 | Sitze 2021 | Prozent 2016 | Sitze 2016 | Prozent 2011 | Sitze 2011 | Prozent 2006 | Sitze 2006 | Prozent 2001 | Sitze 2001 |
| --------------------------------- | ---------------------------------------------- | ------------ | ---------- | ------------ | ---------- | ------------ | ---------- | ------------ | ---------- | ------------ | ---------- |
| CDU                               | Christlich Demokratische Union Deutschlands    | 31,70        | 20         | 34,00        | 21         | 37,66        | 23         | 42,87        | 27         | 41,4         | 27         |
| SPD                               | Sozialdemokratische Partei Deutschlands        | 27,46        | 17         | 28,11        | 17         | 33,07        | 22 (21)    | 35,30        | 22         | 37,3         | 24         |
| Grüne                             | Bündnis 90/Die Grünen                          | 15,69        | 10         | 11,63        | 7          | 15,22        | 9          | 8,45         | 5          | 7,4          | 4          |
| FDP                               | Freie Demokratische Partei                     | 9,25         | 6          | 8,36         | 5          | 7,41         | 5          | 11,93        | 7          | 12,4         | 8          |
| FWG                               | Freie Wählergemeinschaft im Landkreis Diepholz | 6,52         | 4          | 7,42         | 5          | 4,50         | 3          | –            | –          | –            | –          |
| AfD                               | Alternative für Deutschland                    | 4,55         | 3          | 7,70         | 5          | –            | –          | –            | –          | –            | –          |
| Linke                             | Die Linke                                      | 1,87         | 1          | 2,47         | 2          | 2,10         | 0 (1)      | 1,11         | 1          | –            | –          |
| WG                                | Wählergruppen                                  | 1,27         | 1          | –            | –          | –            | –          | –            | –          | 0,5          | 0          |
| PARTEI                            | Die PARTEI                                     | 0,99         | 0          | 0,26         | 0          | –            | –          | –            | –          | –            | –          |
| Basis                             | Basisdemokratische Partei Deutschland          | 0,61         | 0          | –            | –          | –            | –          | –            | –          | –            | –          |
| Ezb.                              | Einzelbewerber                                 | 0,08         | 0          | –            | –          | –            | –          | 0,31         | 0          | 0,9          | 0          |
| Gesamt                            | Gesamt                                         | 100          | 62         | 100          | 62         | 100          | 62         | 100          | 62         | 100          | 63         |
| Wahlbeteiligung                   | Wahlbeteiligung                                | 58,76 %      | 58,76 %    | 55,58 %      | 55,58 %    | 51,43 %      | 51,43 %    | 50,75 %      | 50,75 %    | 54,1 %       | 54,1 %     |

- Wählergruppen = 2021: Wählergruppe Sulingen, 2001: verschiedene
- Während der Wahlperiode 2011–2016 wechselte der Kreistagsabgeordnete der Linken zur SPD.

### Landräte
- 1977–1986: Heinz Zurmühlen (CDU)
- 1986–1996: Josef Meyer (CDU)
- 1996–2001: Helmut Rahn (CDU)
- 2001–31. Oktober 2011: Gerd Stötzel (erster direkt gewählter, hauptamtlicher Landrat; parteilos)
- 1. November 2011 – 30. Juni 2024: Cord Bockhop (CDU)
- Seit 2024: Volker Meyer (CDU)

### Oberkreisdirektoren
- 1977–2001: Hans-Michael Heise (parteilos)

### Wappen
Das Wappen zeigt den Löwen des Diepholzer Grafen, eingerahmt durch die Klauen des Bären, der den Grafen von Hoya repräsentiert.
Blasonierung: In Gold zwei rot bewehrte, abwendig gekehrte schwarze Bärentatzen, unten miteinander durch schwarzes Brustfell verbunden; darin ein aufgerichteter, blau bewehrter und blau bezungter roter Löwe.

## Öffentliche Einrichtungen

### Verwaltung
Die Kreisverwaltung ist zum größten Teil im Kreishaus in Diepholz untergebracht. Kleinere Teile der Verwaltung befinden sich nach Auflösung der Außenstelle Syke im Jahr 2004 noch im Kreishaus in Syke (Schloßweide/Amtshof). Chef der Verwaltung war von 1977 bis 2001 der Oberkreisdirektor (OKD). Seit 2001 ist es der von der Bevölkerung gewählte hauptamtliche Landrat.

### Bildung
Im Landkreis befinden sich 68 öffentliche, eine katholische und einige private Schulen (2015), darunter.
- 40 Grundschulen
- Vier Förderschulen (in Diepholz, Sulingen, Syke, Weyhe sowie in freier Trägerschaft in Borstel und Freistatt)
- Eine Hauptschule (in Diepholz)
- Zwei Realschulen (in Diepholz, Syke)
- Zwei Haupt- und Realschulen (in Syke, Twistringen)
- Neun Oberschulen (in Barnstorf [mit gymnasialem Angebot], Bassum [mit gymnasialem Angebot], Bruchhausen-Vilsen, Lemförde, Rehden, Schwaförden [mit Außenstelle in Ehrenburg], Sulingen, Varrel, Wagenfeld)
- Fünf Gymnasien (in Bruchhausen-Vilsen, Diepholz, Sulingen, Syke sowie in katholischer Trägerschaft in Twistringen)
- Vier Kooperative Gesamtschulen mit allen weiterführenden Schulzweigen (jeweils zwei in Stuhr und Weyhe)
- Zwei Berufsbildende Schulen (in Diepholz [mit Außenstelle in Sulingen], Syke)
- Vier Schulen in freier Trägerschaft (in Bassum, Bruchhausen-Vilsen, Syke)
- Kreismusikschule des Landkreises Diepholz (Bezirke Diepholz, Stuhr/Weyhe, Sulingen, Syke)
- Volkshochschule des Landkreises Diepholz (Hauptstelle Syke)
- Private Hochschule für Wirtschaft und Technik (PHWT) (Diepholz)

### Krankenhäuser
Die vier Krankenhäuser im Landkreis Diepholz in Bassum, Sulingen, Diepholz und Twistringen bilden den St. Ansgar Klinikverbund.

## Wirtschaft
Der wirtschaftliche Schwerpunkt des Kreisgebietes liegt im Norden im Speckgürtel um Bremen. Hier liegen die größten Gemeinden/Städte des Landkreises: Stuhr, Weyhe und Syke (Stadt). Der Süden in Richtung Westfalen ist ländlich geprägt, wenngleich die Samtgemeinde Altes Amt Lemförde dank der Industrieunternehmen ZF Friedrichshafen (vormals ZF Lemförder) und BASF Polyurethanes (vormals Elastogran) die höchste Arbeitsplatzdichte aufweist.
Im Zukunftsatlas 2016 belegte der Landkreis Diepholz Platz 223 von 402 Landkreisen, Kommunalverbänden und kreisfreien Städten in Deutschland und zählt damit zu den Regionen mit „ausgeglichenem Chancen-Risiko Mix“ für die Zukunft.

## Straßen
Durch das nördliche Kreisgebiet verläuft die Bundesautobahn 1 (Hansalinie) von Bremen nach Osnabrück, an welche die Bundesautobahn 28 (Richtung Oldenburg und Niederlande) am Autobahndreieck Stuhr angeschlossen ist. Folgende Bundesstraßen erschließen den Landkreis: Bundesstraße 6 (Bremen – Hannover), Bundesstraße 51 (Stuhr-Brinkum – Osnabrück), Bundesstraße 61 (Bassum – Minden), Bundesstraße 69 (Emstek-Schneiderkrug – Diepholz), Bundesstraße 214 (Lingen – Celle), Bundesstraße 239 (Rehden – Herford), Bundesstraße 322 (Delmenhorst – Weyhe-Erichshof), Bundesstraße 439 (Stuhr-Heiligenrode – Stuhr-Fahrenhorst).

## Eisenbahn
Der Landkreis Diepholz wird in Nord-Süd-Richtung von der Bahnstrecke Wanne-Eickel–Hamburg durchzogen, die 1873 durch die Köln-Mindener Eisenbahn-Gesellschaft als Hamburg-Venloer Eisenbahn in Betrieb genommen wurde. An ihr liegen mehrere wichtige Gemeinden des Kreises, der gleichsam auf diese Hauptverkehrsachse zugeschnitten ist.
Einziger Fernverkehrshalt ist der Bahnhof Diepholz. Seit dem Wegfall des zweistündlichen Interregio halten am Tagesrand einzelne Intercity- und Intercity-Express-Züge der Linie 30.
Zwischen Osnabrück und Bremen verkehrt im Stundentakt der Regional-Express (RE) mit modernen Doppelstockwagen; der RE hält innerhalb des Landkreises in Lemförde, Diepholz, Barnstorf, Twistringen, Bassum, Syke und Kirchweyhe.
Ebenfalls stündlich fährt zwischen Twistringen und Bremen die Regio-S-Bahn Bremen/Niedersachsen. Sie bedient die Bahnhöfe Twistringen, Bassum, Bassum-Bramstedt, Syke, Syke-Barrien, Weyhe-Kirchweyhe und Weyhe-Dreye. Seit der Einführung der ersten Ausbaustufe der S-Bahn am 12. Dezember 2010 fährt von Twistringen nach Bremen und von Diepholz nach Osnabrück, keine Regionalbahn mehr. Nur einmal am Tag hält der RE9 zwischen Bremen und Osnabrück an allen Stationen.

### Sulinger Kreuz
In Bassum ließ die Preußische Staatsbahn ab 1900/01 eine weitere Bahn in südlicher Richtung über Rahden nach Bielefeld in Westfalen abzweigen, die in Sulingen mit der erst 1921–23 von der Deutschen Reichsbahn eröffneten Bahnstrecke Nienburg–Diepholz kreuzte. Die Teilstrecken Bassum–Sulingen, Barenburg–Rahden und Sulingen–Nienburg sind stillgelegt und nach dem Ausbau von Weichen und Gleisstücken teilweise nicht mehr befahrbar. Abschnittsweise sind die Trassen sogar durch Straßen überbaut worden. Zeitweise gab es Überlegungen zum Reaktivieren dieser kürzesten Schienenverbindung zwischen Bremen und Ostwestfalen-Lippe.
Im Güterverkehr wird heute lediglich der Streckenabschnitt Diepholz–Rehden (Terminal der Fa. BTR-Logistik)–Sulingen (Richtungswechsel)–Barenburg (Gleisanschluss der Fa. BEB, Erdöl- und Schwefelverladung) bedient. Hierfür ist die Schaffung einer Umgehungskurve um Sulingen vorgesehen, damit die Züge im künftig überflüssigen Sulinger Bahnhof nicht mehr die Richtung wechseln müssen und die frei werdenden Flächen anderweitig genutzt werden können. Damit wären auch die genannten Reaktivierungspläne hinfällig. Allerdings hat sich der Bau dieser Umgehungskurve seit mehreren Jahren immer wieder verzögert.

### Privat- und Kleinbahnen
Im früheren Landkreis Grafschaft Hoya ergänzten noch drei Kleinbahnen das Schienennetz:
Seit 1900 führte von Syke die meterspurige Kleinbahn Hoya-Syke-Asendorf in östlicher Richtung nach Hoya an der Weser. Nach Fusion dieser mit der Hoyaer Eisenbahn zu den Verkehrsbetrieben Grafschaft Hoya (VGH) wurde die Strecke 1963 bis 1966 auf Normalspur umgespurt, so dass durchgehende Zugfahrten von Syke nach Eystrup möglich sind. Heute ist sie wieder in ganzer Länge betriebstüchtig, wird an mehr als 10 Tagen im Jahr als Museumsstrecke Kaffkieker und (im westlichen Teil nur sporadisch) für Güterverkehr genutzt. Auf der abzweigenden schmalspurig belassenen Strecke Bruchhausen-Vilsen – Asendorf hat der Deutsche Eisenbahn-Verein e. V. die „Erste Museumseisenbahn Deutschlands“ mit regem Museumsverkehr eingerichtet.
Im Nahbereich der Stadt Bremen befinden sich an der Strecke Bremen-Huchting – Thedinghausen, die zwischen 1908 und 1910 von der Bremisch-Hannoverschen Kleinbahn AG erbaut worden ist, mehrere Stationen in den Gemeinden Stuhr und Weyhe. Derzeit finden hier nur sporadische Museumsfahrten statt, aber für einen Teil der Strecke ist der Ausbau zur Stadtbahn vorgesehen.
In Stuhr liegen auch drei Bahnhöfe der 1908/1912 als Kleinbahn Delmenhorst-Harpstedt eröffneten Delmenhorst-Harpstedter Eisenbahn GmbH. Hier finden regelmäßige Museumsfahrten statt.

### Eingestellte Linien
Der reguläre Personenverkehr wurde bis auf die Hauptlinie Bremen – Osnabrück völlig eingestellt:
- 1955: Bremen-Huchting – Brinkum – Leeste – Thedinghausen
- 1959: Bruchhausen-Vilsen – Asendorf (Meterspur)
- 1966: Sulingen – Diepholz
- 1967: Delmenhorst – Harpstedt
- 1969: Nienburg – Harbergen-Staffhorst – Sulingen
- 1972: Hoya – Gehlbergen – Bruchhausen-Vilsen – Syke
- 1994: Rahden – Ströhen – Wagenfeld – Sulingen – Bassum

## Kultur
Um kulturelle Belange kümmern sich der Landschaftsverband Weser-Hunte, der Verein Kunst in der Provinz, die Kreismusikschule des Landkreises, die kommunalen Kulturbeauftragten innerhalb der Städte und Gemeinden, die Kirchengemeinden, die Kreissparkasse und private Kulturinitiativen u. a. (Kultur- und Kunst Verein Bruchhausen-Vilsen (KuK), Heimat-, Umwelt- und Kulturverein „Eule“  in Schwarme, Kulturverein Sulingen, Jazz Folk Klassik in Syke, Rüttelschuh in der Wassermühle in Syke-Barrien, Kunstverein Syke).
Der Landkreis Diepholz vergibt seit 1989 den Kulturpreis des Landkreises Diepholz, um Künstler und Kulturschaffende aus der Region zu fördern oder aber um sie für ihr Lebenswerk auszuzeichnen.

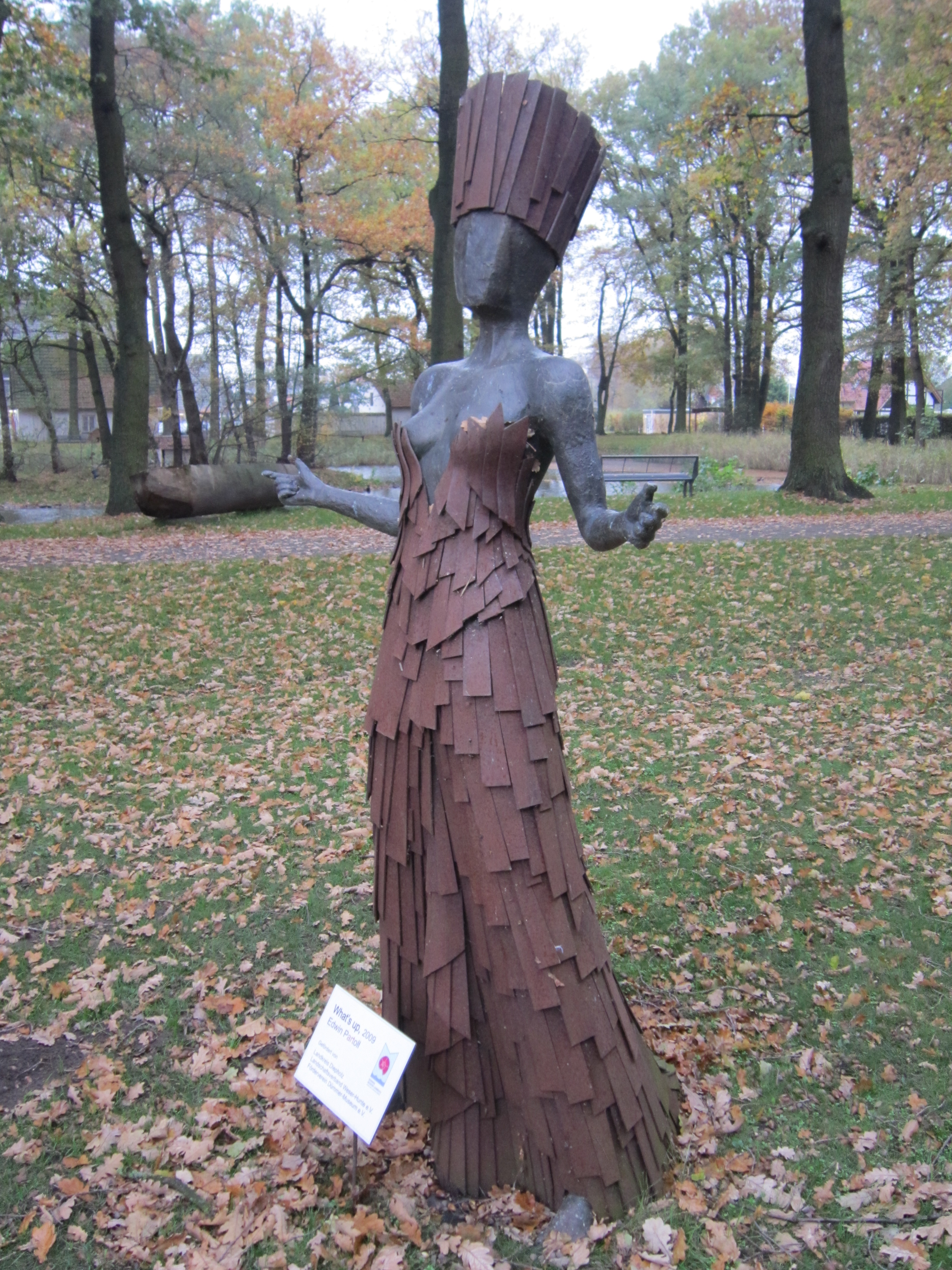
„What's Up“ beim Dümmermuseum
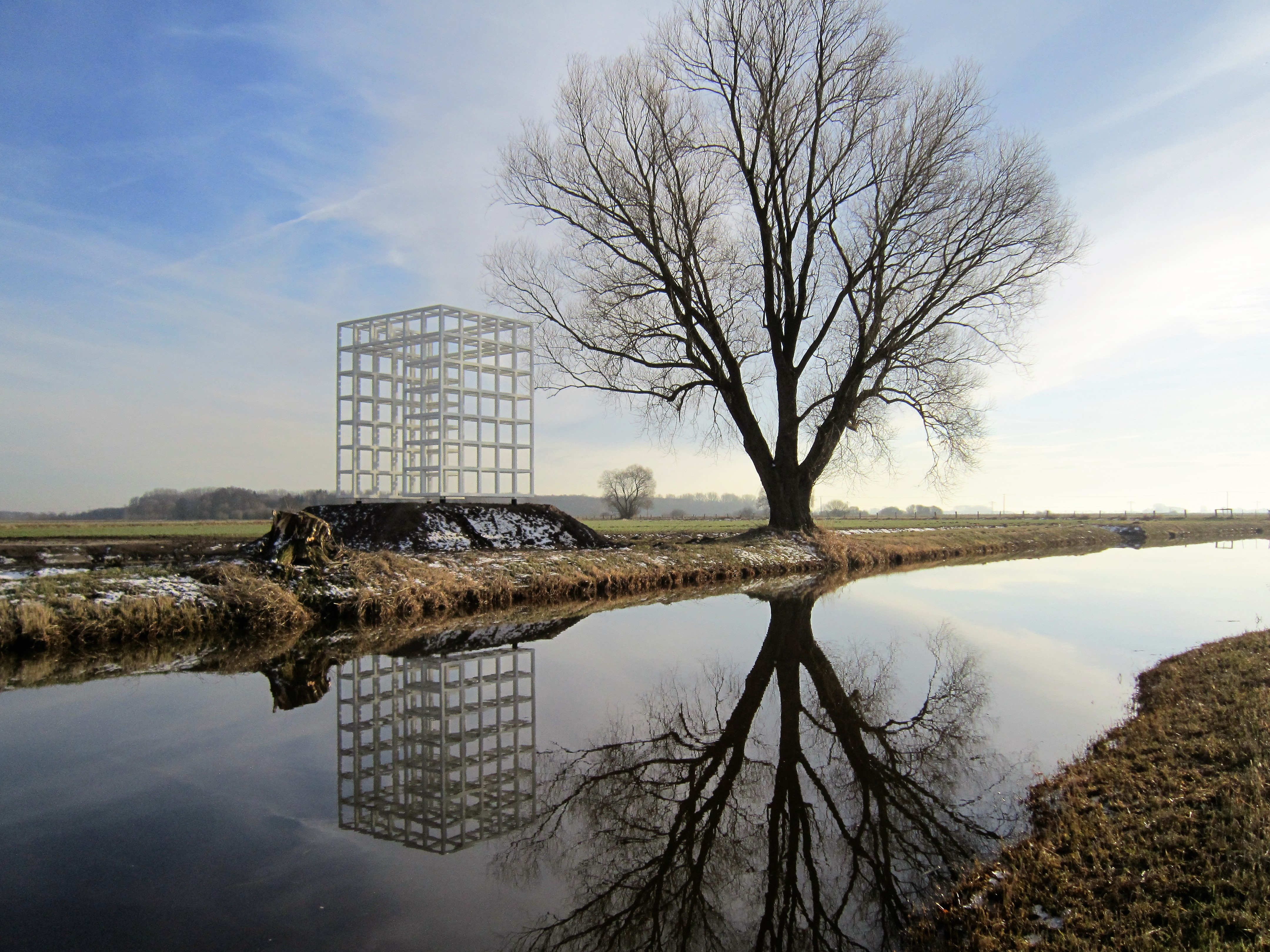
Gitterkubus an der Hunte südlich von Diepholz
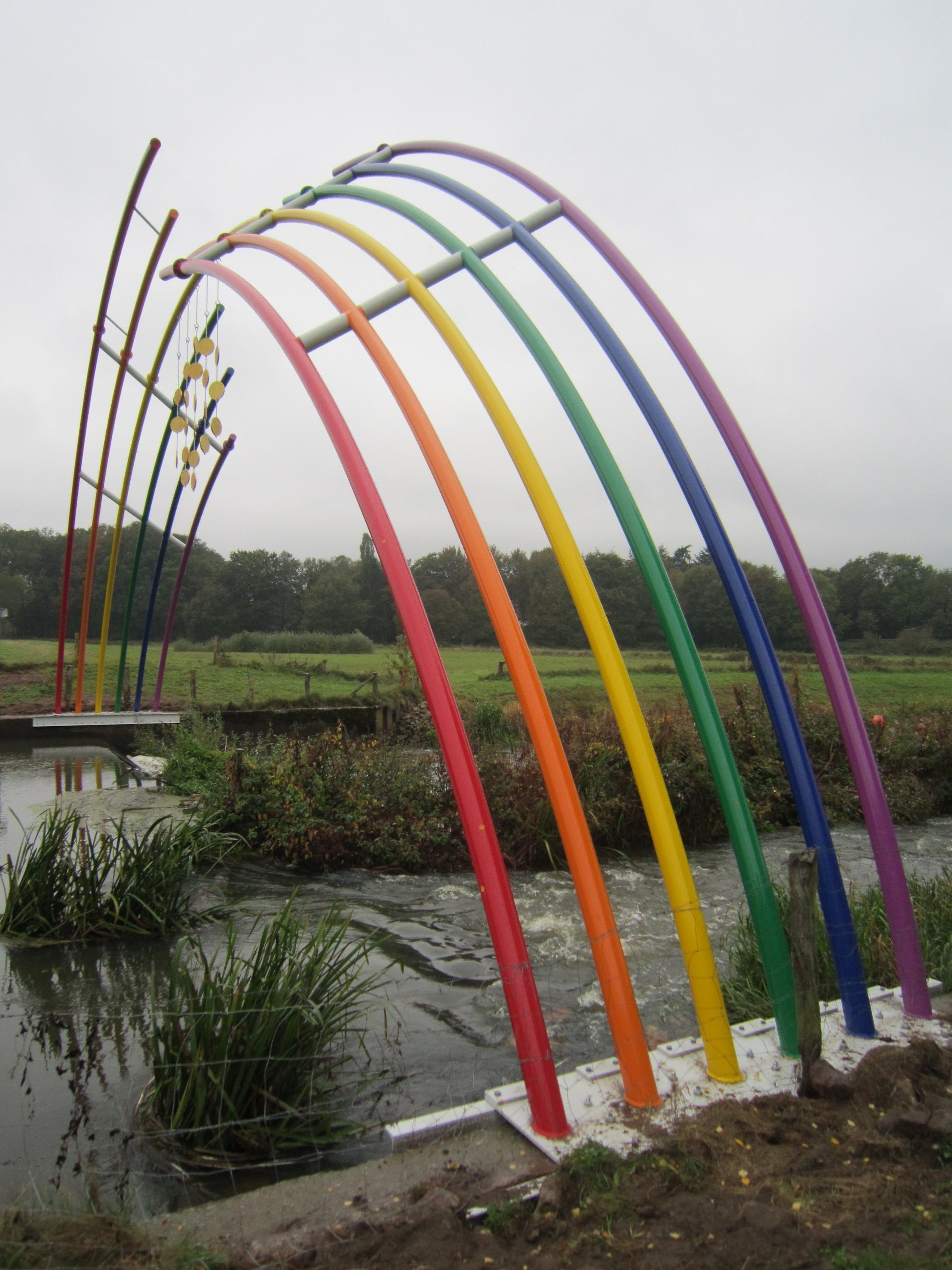
„Goldregen“ an der Hunte

### Burgen und Schlösser im Landkreis
siehe Liste von Burgen und Schlössern im Landkreis Diepholz

### Kreisarchiv
Das Kreisarchiv Landkreis Diepholz ist das Verwaltungsarchiv des hiesigen Landkreises, in dem das Archivgut des jetzigen Landkreises und seiner Vorgänger archiviert und zur Einsicht für Nutzer vorgehalten wird. Im Kreisarchiv stehen Akten (seit ca. 1770), Karten, Urkunden (seit 1458), Nachlässe und alte Ausgaben der regionalen Zeitungen zur Einsicht zur Verfügung. Das Archiv verfügt seit 2021 über einen Neubau am Kreishaus Diepholz.
Darüber hinaus existieren in allen Städten und Gemeinden des Landkreises kommunale Archive (siehe Liste der kommunalen Archive im Landkreis Diepholz).

### Museen
Im Landkreis Diepholz sind zahlreiche Museen in unterschiedlicher Trägerschaft vorhanden: Kreismuseum in Syke (Träger: Landkreis Diepholz); Automobil-Museum Asendorf; Kleinbahn-Museum und Erste Museums-Eisenbahn Deutschlands Bruchhausen-Vilsen – Asendorf; Papiermühle Bruchmühlen in Bruchhausen-Vilsen; Museum im Schlossturm (Diepholz), Heimatmuseum Aschen in Diepholz-Aschen; Dümmer-Museum in Lembruch (Träger: Landkreis Diepholz); Scheune der Klostermühle in Stuhr-Heiligenrode; Museum am Stadtsee in Sulingen; Dorfmuseum in Syke-Henstedt; Museum der Strohverarbeitung in Twistringen.
siehe Liste der Museen im Landkreis Diepholz

### Jüdische Friedhöfe
Im Landkreis Diepholz gibt es acht jüdische Friedhöfe: in Barenburg, in Barnstorf, in Bassum, in Quernheim, in Sulingen, in Syke, in Twistringen und in Wagenfeld. Es sind schützenswerte Kulturdenkmäler – steinerne Zeugen für ehemals existierende jüdische Gemeinden und eines regen jüdischen Gemeindelebens bis in die 1930er Jahre. Die Friedhöfe sind meist schlecht aufzufinden, zumal sie sich vorwiegend am Ortsrand befinden. In Diepholz gab es ebenfalls einen jüdischen Friedhof, der bis 1939 belegt wurde. Er wurde aber in der NS-Zeit verwüstet und die Grabsteine zum Straßenbau verwendet.

## Kommunen
Einwohner am 31. Dezember 2024
| - Bassum, Stadt (16.604) - Diepholz, Kreisstadt (17.648) - Stuhr, selbständige Gemeinde (33.913) - Sulingen, Stadt (13.394) | - Syke, Stadt (25.270) - Twistringen, Stadt (13.162) - Wagenfeld (6995) - Weyhe, selbständige Gemeinde (30.975) |

| 1. Samtgemeinde Altes Amt Lemförde (8933) - Brockum (1086) - Hüde (1240) - Lembruch (1265) - Lemförde, Flecken * (3412) - Marl (724) - Quernheim (498) - Stemshorn (708) 2. Samtgemeinde Barnstorf (12.449) - Barnstorf, Flecken * (6685) - Drebber (2998) - Drentwede (995) - Eydelstedt (1771) 3. Samtgemeinde Bruchhausen-Vilsen (17.291) - Asendorf (2840) - Bruchhausen-Vilsen, Flecken * (8970) - Martfeld (2838) - Schwarme (2643) 4. Samtgemeinde Kirchdorf (7219) - Bahrenborstel (1080) - Barenburg, Flecken (1222) - Freistatt (540) - Kirchdorf * (2207) - Varrel (1371) - Wehrbleck (799) | 5. Samtgemeinde Rehden (6190) - Barver (1039) - Dickel (490) - Hemsloh (523) - Rehden * (2266) - Wetschen (1872) 6. Samtgemeinde Schwaförden (6730) - Affinghausen (805) - Ehrenburg (1487) - Neuenkirchen (1196) - Scholen (760) - Schwaförden * (1472) - Sudwalde (1010) 7. Samtgemeinde Siedenburg (4429) - Borstel (1184) - Maasen (439) - Mellinghausen (1039) - Siedenburg, Flecken * (1246) - Staffhorst (521) |
| * Sitz der Samtgemeindeverwaltung | |

Auf dem Gebiet des Landkreises leben 209.955 Einwohner auf 1.987,64 km². Das macht eine Bevölkerungsdichte von ca. 106 Einwohnern pro km².

## Kfz-Kennzeichen
Am 1. Juli 1956 wurde dem Landkreis Grafschaft Diepholz bei der Einführung der bis heute gültigen Kfz-Kennzeichen das Unterscheidungszeichen DH zugewiesen. Es wird im Landkreis Diepholz durchgängig bis heute ausgegeben.
Aufgrund der Kennzeichenliberalisierung ist seit dem 23. April 2018 das Unterscheidungszeichen SY (Altkreis Grafschaft Hoya mit Kreissitz in Syke) erhältlich.